# Strada provinciale 1 Palata
La strada provinciale 1 Palata è una strada provinciale italiana della città metropolitana di Bologna.

## Percorso
Parte da San Matteo della Decima da via Cento, che corrispondeva alla ex SS 255, prima che questa si spostasse ad est del paese. La SP 1 si dirige ad ovest ed entra così nel comune di Crevalcore, dove si conclude allacciandosi alla ex SS 568 e alla Circonvallazione di Crevalcore.